# Emil Stjernvall-Walleen
Carl Knut Emil Stjernvall-Walleen, född 16 november 1806 i Björneborg, död 14 oktober 1890 i Helsingfors, var en finländsk friherre och statsman.

## Biografi
Stjernvall-Walleen, som 1823 blev student vid akademien i Åbo, var 1825–1836 i militärtjänst, deltog därunder i rysk-turkiska kriget i Mindre Asien 1829 och utnämndes 1834 till underlöjtnant. År 1837 anställdes han för särskilda uppdrag hos ministerstatssekreteraren för Finland, greve Robert Henrik Rehbinder.
Stjernvall-Walleen blev kammarjunkare 1840 och fick 1841 anställning hos storfursten-tronföljaren (sedermera Alexander II), som då var Helsingfors universitets kansler, för särskilda, universitetet rörande angelägenheter samt blev 1844 tillförordnad kanslerssekreterare. 
Då Alexander bestigit tronen, drogs även Stjernvall-Walleen närmare de politiska händelsernas centrum och regentens person, förflyttad som han strax blev till statssekretariatet för Finland, där han 1857 blev ministerstatssekreteraradjoint och 1876 Alexander Armfelts efterträdare som ministerstatssekreterare. 
På utvecklingen av Finlands vid början av 1860-talet återväckta konstitutionella lantdagsliv ävensom på genomförandet av de många viktiga ekonomiska reformer, av vilka Finland under Alexander II:s regering kom i åtnjutande, hade Stjernvall-Walleens verksamhet invid tronen ett inte obetydligt inflytande.
Kort efter kejsar Alexanders död entledigades Stjernvall-Walleen på anhållan (1881) inte endast från denna post, utan även från det uppdrag han samma år erhållit av tsar Alexander III, att under tronföljarens, Helsingfors universitets kanslers, minderårighet handha kanslersbefattningen.
Emil Stjernvall-Walleen var son till Carl Johan Stjernvall och  Eva Gustava von Willebrand. Han hette först endast Stjernvall men efter moderns omgifte adopterades han av sin styvfar Carl Johan Walleen på dennes finska friherrliga ätt samt erhöll namnet Stjernvall-Walleen.

## Utmärkelser
- Sankt Annas orden, fjärde klass,  1830[2][2]
- Sankt Annas orden, tredje klass med krans,  1830[2]
- Sankt Annas orden, andra klass,  1846[2]
- Sankt Stanislausorden, första klassen,  1856[2]
- Sankt Annas orden, första klass,  1859[2]
- Sankt Vladimirs orden, andra klassen,  1864[2]
- Vita örnens orden,  1866[2]
- Riddare av Sankt Alexander Nevskij-orden,  1870[2]
- Kommendör med stora korset av Nordstjärneorden,  1875[2]
- Sankt Alexander Nevskij-orden med diamanter,  1880[2]

[Redigera Wikidata]